# Estadio Olímpico de Tianjin
El Estadio Central Olímpico de Tianjin (en chino tradicional, 天津奧林匹克中心體育場; en chino simplificado, 天津奥林匹克中心体育场; pinyin, Tiānjīn Àolínpǐkè Zhōngxīn Tǐyùchǎng), también conocido como «Gota de agua» (en chino tradicional, 水滴; en chino simplificado, 水滴; pinyin, Shuǐdī), es un estadio de fútbol, situado en la ciudad de Tianjin, China. Está ubicado al sur de la ciudad china, en el distrito de Nankai, tiene una capacidad de 60 000 espectadores y fue inaugurado en 2006 bajo diseño del estudio de arquitectos japonés AXS SAWTO Inc.
El estadio fue sede de juegos para la Copa Mundial Femenina de la FIFA 2007 y los preliminares de fútbol en los Juegos Olímpicos de Pekín 2008. Cubre 78 000 metros cuadrados, una longitud de 380 metros, un ancho de 270 metros y una altura de 53 metros. El estadio costó casi 1,5 billones de yuanes.
En verano de 2011, el estadio organizó un partido de fútbol amistoso entre el Tianjin Teda y el Real Madrid.